# Viscum trilobatum
Viscum trilobatum är en sandelträdsväxtart som beskrevs av Talbot. Viscum trilobatum ingår i släktet mistlar, och familjen sandelträdsväxter. Inga underarter finns listade i Catalogue of Life.